# Christian Piot
Christian Piot (Ougrée, 4 oktober 1947) is een Belgisch voormalig voetballer.
Hij speelde zijn gehele carrière als doelman voor Standard Luik. Voor deze club speelde hij 305 wedstrijden en maakte hij negen doelpunten, alle uit een strafschop. Piot kwam tussen 1969 en 1977 veertig keer uit voor de Rode Duivels en scoorde daarbij één doelpunt. Met de Rode Duivels was hij actief op het WK 1970 en het EK 1972.
In 1972 won hij de Gouden Schoen voor de beste Belgische voetballer.

## Palmares

### Speler
Standard Luik
- Eerste Klasse: 1968–69, 1969-70, 1970-71
- Beker van België 1967
- Ligabeker: 1975
- Trofee Jules Pappaert: 1971

### Internationaal

#### Belgium
- UEFA Europees Kampioenschap: Derde plaats: 1972

### Individueel
- Gouden Schoen: 1972